# 島畑

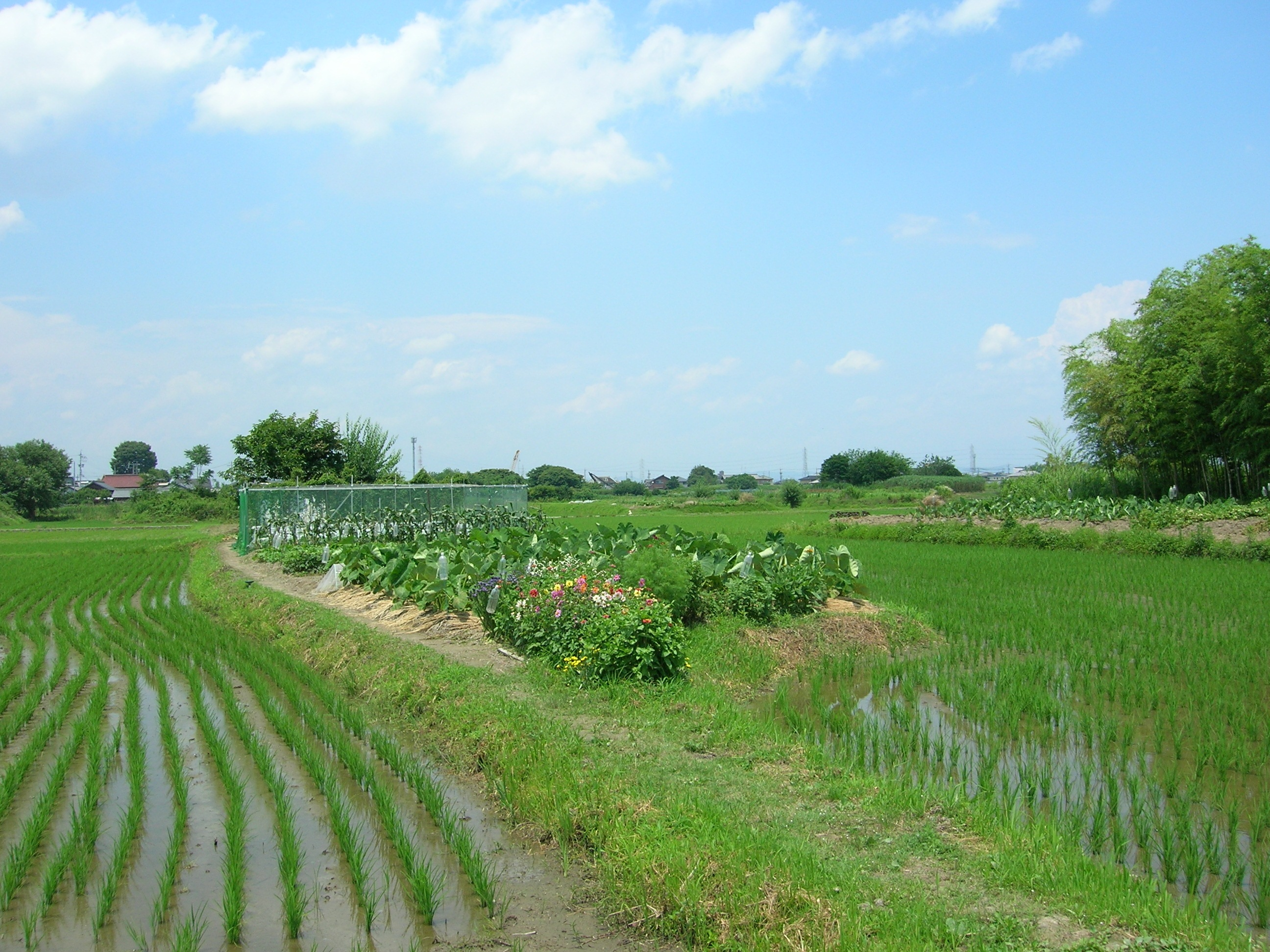
島畑（一宮市）

島畑（しまばた）は水田の中に設けられた畑地。

## 概要
扇状地や、段丘・自然堤防などの微高地で水田を開墾する際に、導水できる高さまで土地を掘り下げた際に出る残土を水田の中に積み上げたもので、畑として利用された。寄畠（よせはた）などと呼んだ地域もあったという。かつて鏡完二は条里制に基づく7世紀頃を起源とする説を立てたが、後に金田章裕が13世紀頃に始まったと言う説を唱え、現在では金田説が主流である。

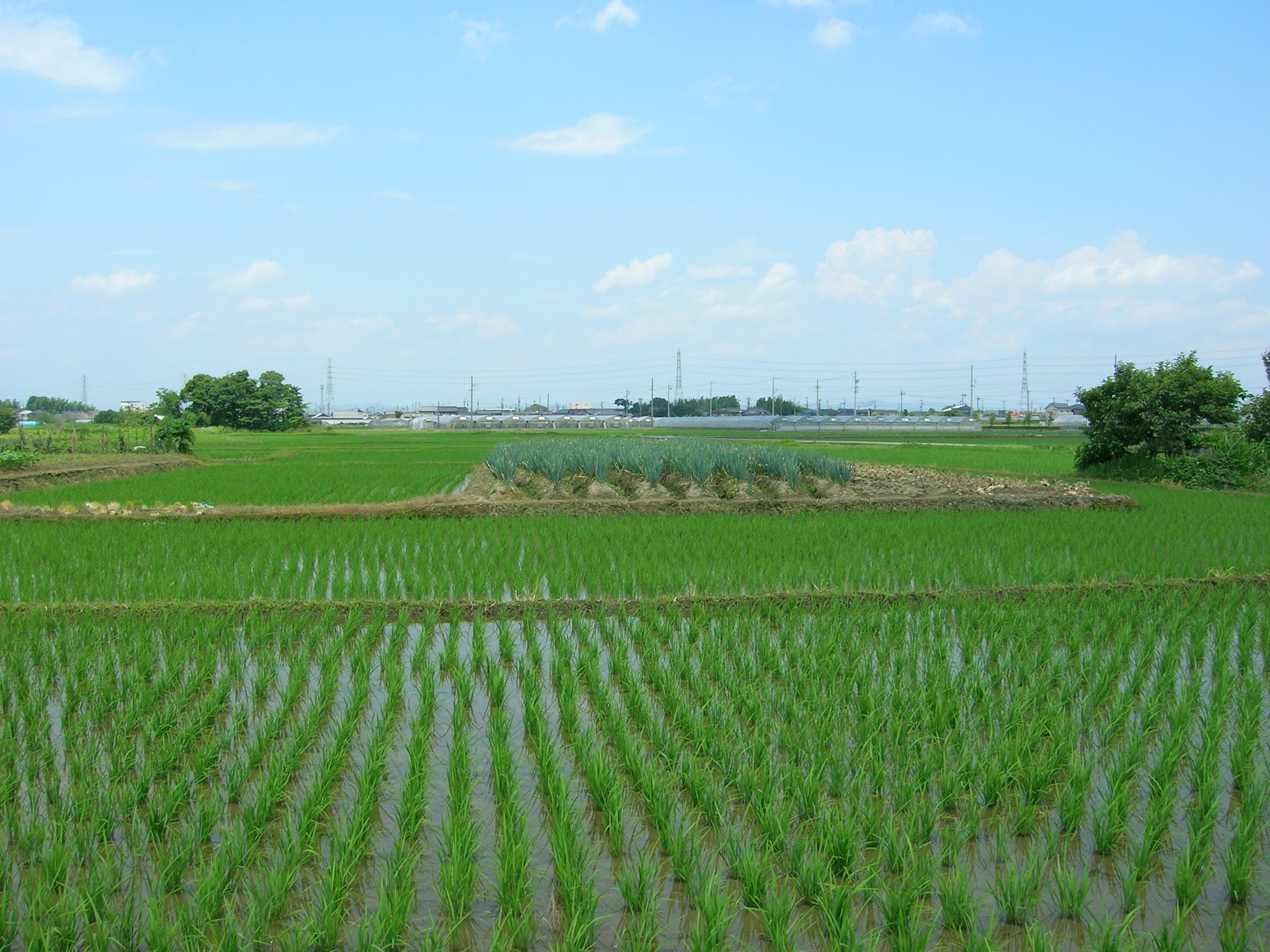
ネギが作付けされている（一宮市）

かつては全国各地に存在しており、日本の農村風景としては普遍的なものであったとされる。1884年（明治17年）の愛知県の地籍図を調査した例では、県内907村のうち585村に島畑が確認され、その総数は5万4000余を数えた。また、この調査では沿岸近くの新田に多くの島畑があったことも判明しており、新田の開発において水田と島畑をセットにして計画的に作られたことがうかがえる。地籍図などから読み取れる形状としては、水田の中に島状に設けられて周辺とは畦道状の通路によって結ばれたもの（これが「島畑」として一般にイメージされやすい）、境界の一部が畦道に接しているもの、田と畑の区別がはっきりしないものがあり、水田と島畑の区画がほぼ同規模・同形状の例も少なくない。
場所によっては比較的に高い土地には島畑と水田を、中ほどに位置する土地には水田を造り、低地には堀田が造られた。
地震などで周囲の地盤が沈下して排水が困難になるなどした場合には、土地を嵩上げするのにもその土砂が使われたといい、1891年（明治24年）の濃尾地震の際にも島畑を崩して水田の嵩上げをした例がある。なお、ボーリング調査などによって、島畑の一部では中世から現在にかけて掘り下げ・積み上げが幾度となく繰り返されてきたことが解っている。
作付けされたものとしては綿花やクワ、イチジクなどがあるが時代によって変化が激しい。江戸時代には北前船の下り荷として、綿花や菜種油などの需要が急速に拡大し、これに対処するために北風家では「ぐろ田」法（別名「島畠」法：田方綿作の改良法）を編み出した。綿作が近畿に広まると、北前船の帆材として良質の綿布が益々求められ、工楽松右衛門の松右衛門帆の発明などもあり、相乗効果で綿作が広がっていった。第二次世界大戦の最中にはサツマイモなどが作られたが、戦後の食糧難の時代には島畑を取り崩して全て水田にした例もあるという。

## ギャラリー

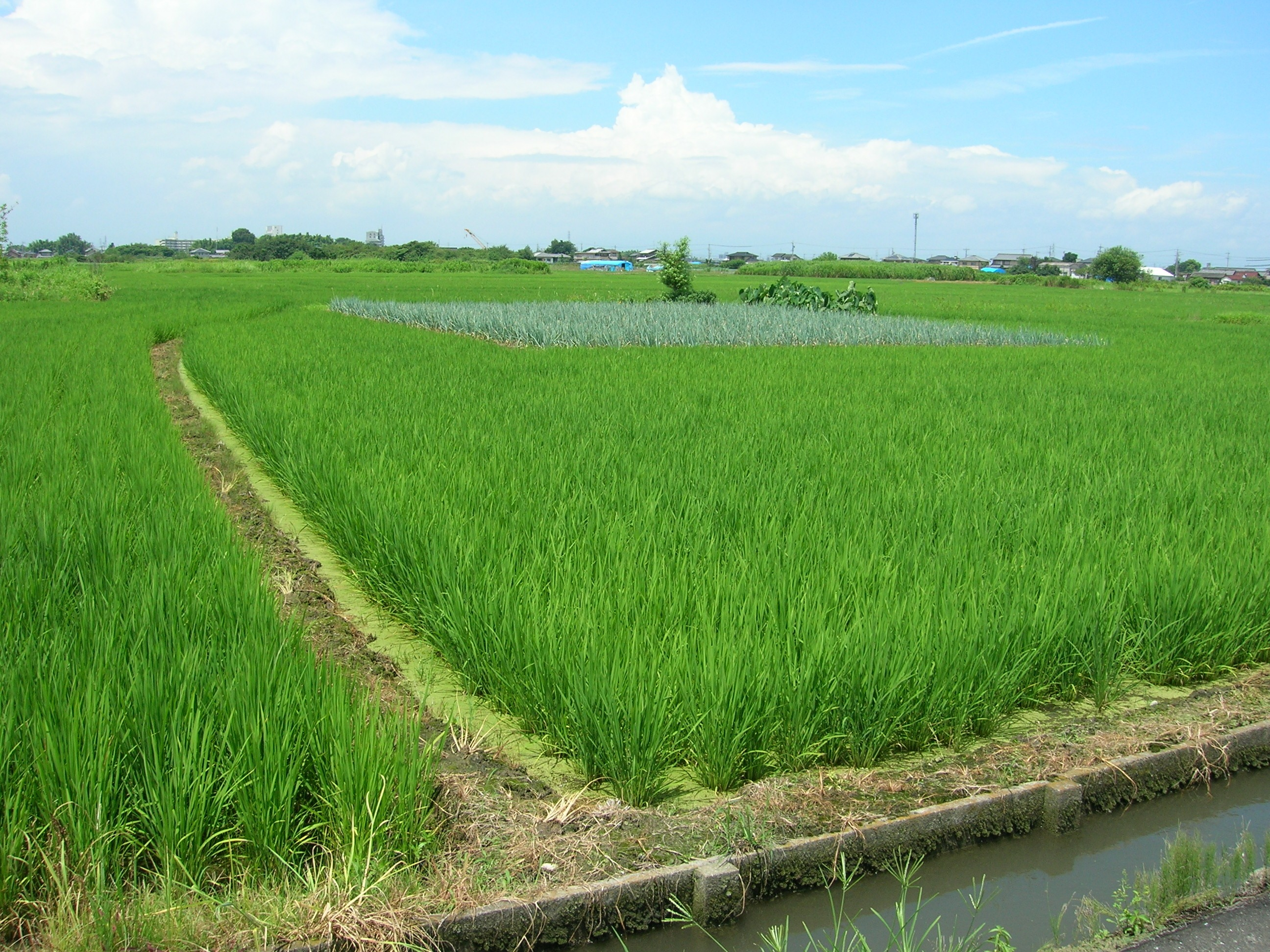
比較的に規模の大きな島畑（一宮市）
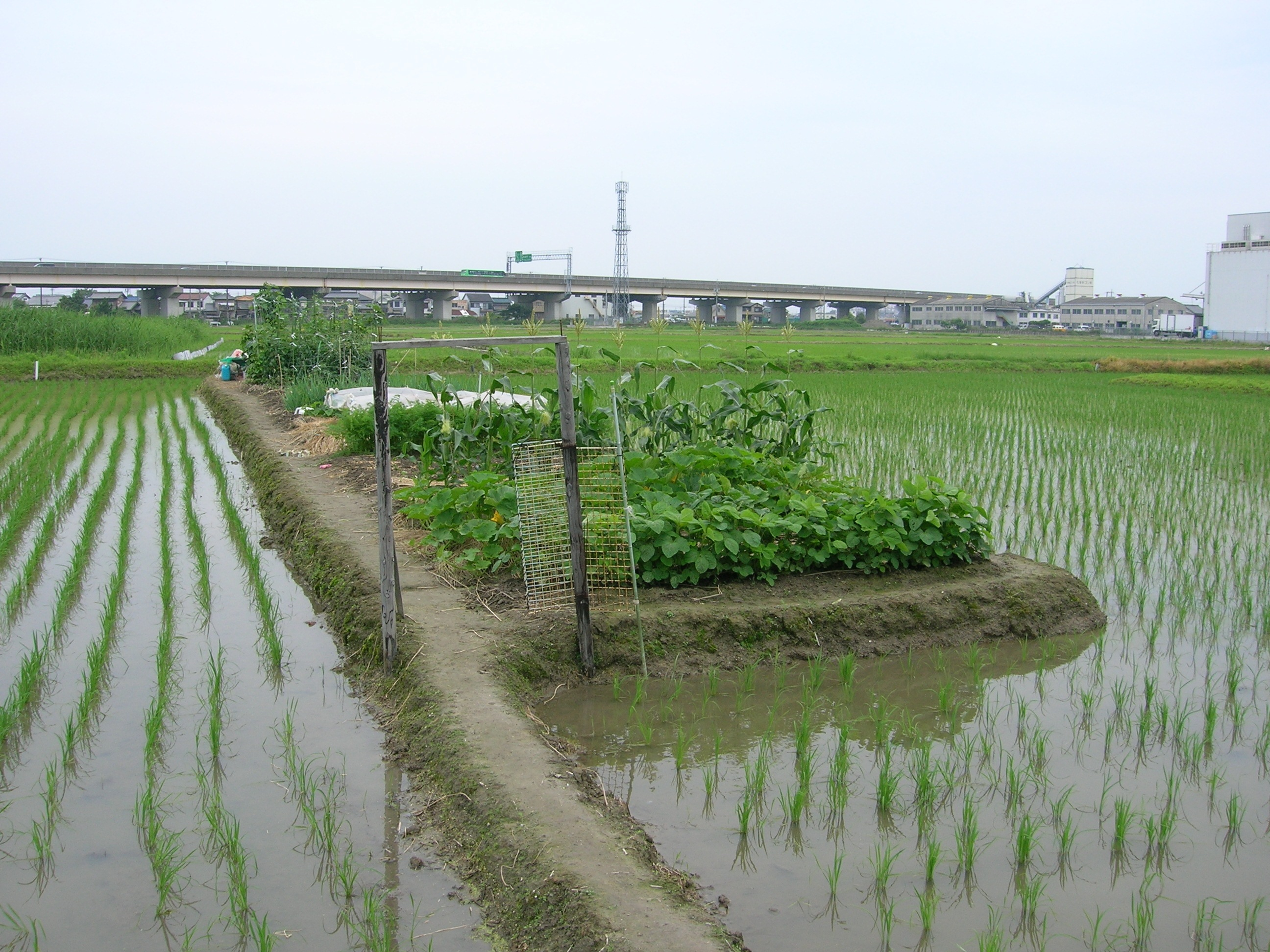
小規模な島畑（蟹江町）
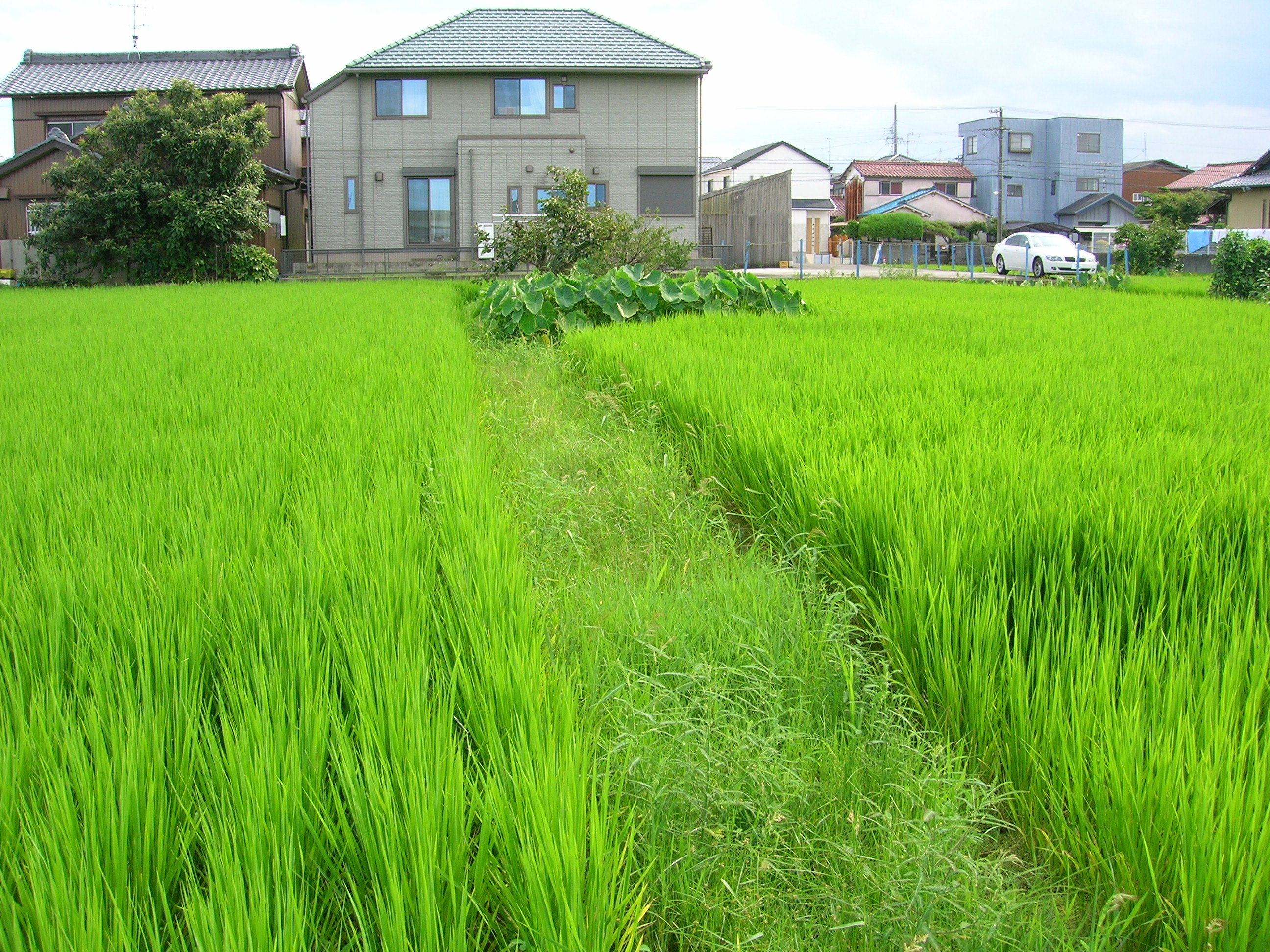
周辺の宅地化が進む（蟹江町）

## 近年の状況

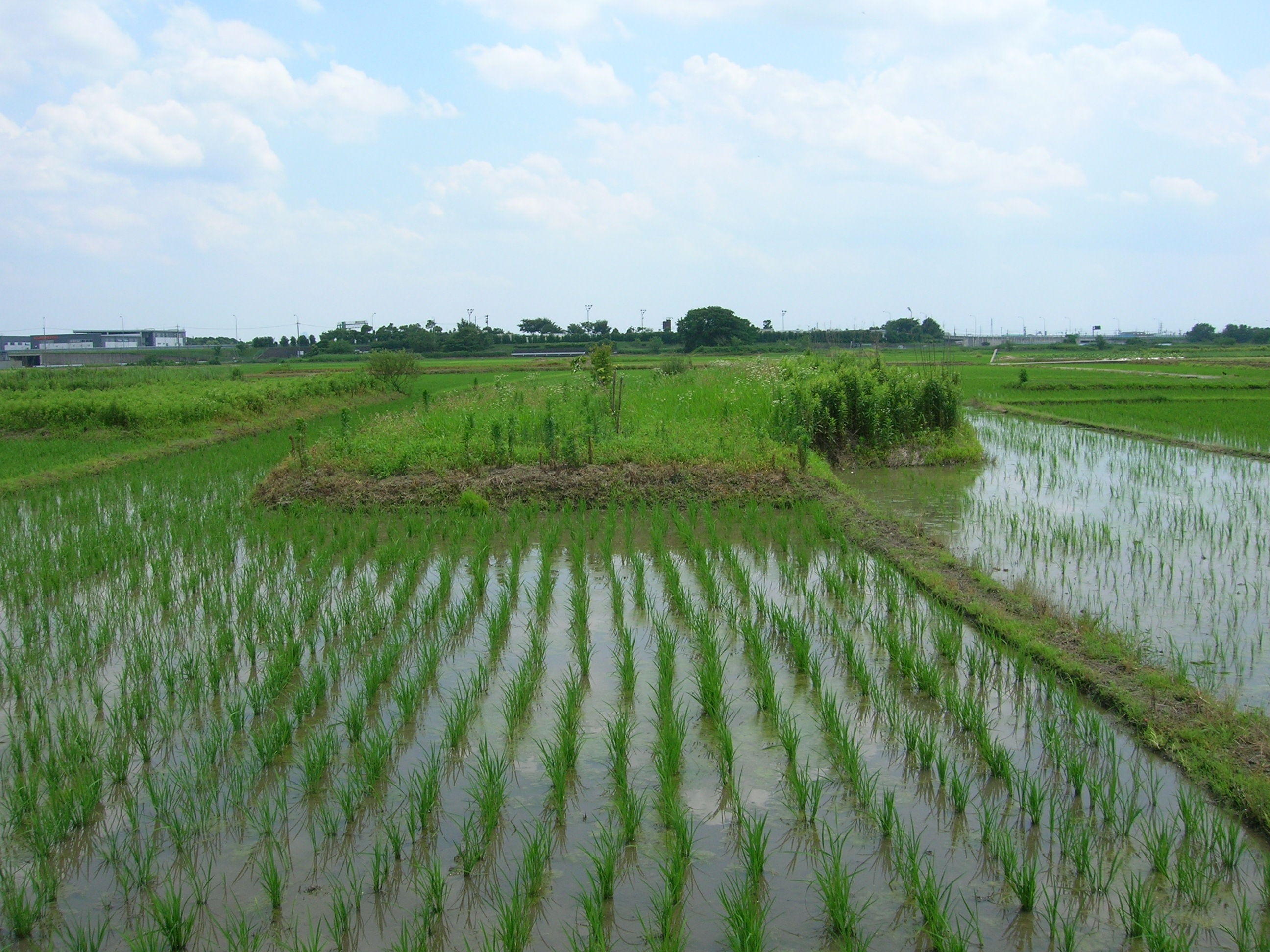
雑草が繁る島畑（一宮市）

戦後の耕地整理や圃場整備、土地の転用により島畑は急速に失われている。
ある程度の規模を保って残る場所としては愛知県一宮市や京都府城陽市があるが、2011年現在では島畑部分について作付けされず水田のみ利用されたり、長期間の放棄で雑木林と化した島畑も散見される状態にある。